# Neptun (1921)
Okoń, poprzednio Neptun i Wisełka – polski holownik, zbudowany w 1921 roku. Oryginalnie był holownikiem parowym pod nazwą „Neptun”, w którym zamontowano maszynę poprzedniego holownika „Neptun” zbudowanego w 1902 roku. Do II wojny światowej użytkowany przez kilku armatorów niemieckich i gdańskich, po wojnie użytkowany przez polskie państwowe przedsiębiorstwa żeglugowe pod nazwami „Wisełka”, a od 1951 roku „Okoń”. W 1961 roku przebudowany na holownik motorowy. Od 2016 roku poddawany remontowi, ma powrócić do nazwy „Neptun” i napędu parowego. Jest jednym z najstarszych statków eksploatowanych w Polsce.

## Historia

### Geneza jednostki i początek służby
Poprzednik opisywanego holownika został zbudowany w 1902 roku w stoczni J.W. Klawittera w Gdańsku dla armatora Schifffahrtsgesellschaft Osterode z Ostródy, pod nazwą „Osterode” (Ostróda). W 1918 roku trafił on do Gdańska, gdzie został zarejestrowany w rejestrze sądowym pod nazwą „Neptun” i numerem w rejestrze 602; armatorami byli Adolph i Walter von Riesen z Elbląga. Jego nośność wynosiła 44,83 t, długość 23,5 m, moc maszyny 60 KM. W 1919 roku holownik przeszedł do Elbląga, a jego armatorem stała się spółka Schifffahrtsgesellschaft Nauticus. W 1921 roku armatorem stał się Otto Grossman z Königsbergu, lecz jedynie przez cztery miesiące. Holownik „Neptun” powrócił następnie do Elbląga, gdzie został ponownie zarejestrowany w tamtejszym rejestrze pod numerem 337 (armatorzy Eduard Krüger i Johann Klebb).
W międzyczasie, maszynę parową z kotłem oryginalnego holownika „Neptun” zamontowano do nowo zbudowanego w 1921 roku w Königsbergu kadłuba, stary kadłub zaś został złomowany w kwietniu 1921 roku. W styczniu 1923 roku ostatecznie odnowiony „Neptun” trafił do Wolnego Miasta Gdańska (armator Bergford Holz Spedytion und Lagergesellschaft), gdzie powołano się na jego dawny numer. Okazało się jednak, że statek ma inne dane pomiarowe – jest mniejszy, niż jednostka poprzednio zarejestrowana (nośność 14,728 t), co spowodowało konieczność wyjaśnień. W 1931 roku holownik zakupiła firma Bergenske Baltic Transports Ltd. A.G. w Gdańsku. W 1937 roku sprzedano go do Bergtrans Towarzystwa Żeglugi w Gdyni, lecz już w styczniu 1938 roku nabył go Johann Saidowsky z Gdańska. Eksploatował on holownik pod dotychczasową nazwą głównie w Gdańsku i delcie Wisły. Podczas II wojny światowej charakter służby się nie zmienił; holownik pływał także do Elbląga i Malborka.

### Służba po II wojnie światowej
Holownik przetrwał wojnę w Gdańsku. Wkrótce po wojnie został znacjonalizowany przez państwo polskie (podobnie jak ogół środków transportu), lecz początkowo pozostawał w użytkowaniu dotychczasowego armatora, który zmienił nazwisko na Jan Saidowski i pływał na nim jako kapitan. W 1946 roku „Neptun” został przekazany przez Okręgowy Urząd Likwidacyjny Polskiej Agencji Drzewnej Paged w Gdańsku. Nazwę holownika zmieniono na „Wisełka”. Po kilkukrotnych zmianach organizacyjnych, w 1951 roku „Wisełka” została przekazana Przedsiębiorstwu Państwowemu Żegluga na Wiśle w Warszawie – Ekspozytura Rejonowa w Gdańsku, przy czym zmieniono nazwę na „Okoń”. W lipcu 1954 roku został przekazany Przedsiębiorstwu Państwowemu Bydgoska Żegluga na Wiśle. W 1955 roku w Bazie Remontowej Żeglugi Bydgoskiej w Elblągu wymieniono stary kocioł na nowy produkcji NRD z 1953 roku (Dampfkesselbau Ubigau z Drezna), o ciśnieniu 12 atmosfer. Moc maszyny parowej oceniano wówczas na 45 KM.
W styczniu 1957 roku armatorem „Okonia” zostało Przedsiębiorstwo Państwowe Żegluga Gdańska. W latach 1959–1961 holownik gruntownie przebudowano w Tczewskiej Stoczni Rzecznej, zamieniając go na motorowy. Maszynę parową z kotłem wymieniono na 4-cylindrowy silnik wysokoprężny 54DV224 produkcji NRD o mocy 100 KM i przebudowano pomieszczenia załogi, poprawiając warunki bytowe. Załogę zmniejszono przy tym z 5 do 3 osób.
W 1979 roku „Okoń” został sprzedany Przedsiębiorstwu Usług Morskich Port Service w Gdyni, ze zmianą portu macierzystego. Został przy tym zarejestrowany jako statek morski. Podczas remontu w 1986 roku wymieniono silnik na 6-cylindrowy produkcji polskiej z Andrychowa SW 400/M2 o mocy 95 KM. Od 1990 roku „Okoń” zmienił ponownie właściciela na Zakład Usług Podwodnych i Hydrotechnicznych Neptun w Gdyni. W 2013 roku został wycofany z eksploatacji i stał w Gdańsku, przeznaczony na sprzedaż.
W 2016 roku „Okoń” został zakupiony przez restaurację Szafarnia 10 i oddany do remontu w Stoczni Rybackiej Spaw-Met w Gdańsku. Planowana jest rekonstrukcja wyglądu do stanu przedwojennego i przywrócenie napędu parowego w oparciu o zakupioną w Anglii maszynę, jednakże z kotłem opalanym ropą (z uwagi na wymogi bezpieczeństwa, a także brak okrętowych palaczy kotłowych). Holownik ma powrócić do oryginalnej nazwy „Neptun”.
W 2008 roku „Okoń” zagrał w filmie Miasto z morza, o budowie portu w Gdyni.
W dokumentach armatora i Polskim Rejestrze Statków holownik figuruje z datą budowy 1905, przez co formalnie jest drugim najstarszym statkiem eksploatowanym w Polsce; w rzeczywistości jest czwartym.